# Molotow (Pomjalowski)
Molotow (russisch Молотов) ist eine Erzählung des russischen Schriftstellers Nikolai Pomjalowski, die 1861 entstand und im Oktober desselben Jahres im Sowremennik erschien.

## Zweiteiler
Die Handlung der Erzählung ist in den späten 1850er Jahren – nach dem Krimkrieg – im europäischen Teil Russlands angesiedelt und bildet zusammen mit ihrem Vorgänger Kleinbürgerglück eine Dilogie – so etwas wie einen zweiteiligen Entwicklungsroman. Zwischen den beiden Teilen liegen elf Jahre. Der Protagonist – das ist der inzwischen 33-jährige Kleinbürger Jegor Iwanytsch Molotow, ein gebürtiger Petersburger Junggeselle mit Hochschulabschluss – fasst zusammen, wie es ihm in jenem reichlichen Jahrzehnt zwischen den beiden Teilen ergangen ist: Nach anderthalb Jahren Beamtendasein in der mittelrussischen Provinz wollte der inzwischen knapp 24-Jährige sein Glück in der Heimatstadt machen. Allerdings verunglückte er auf der Kutschfahrt nach Petersburg und lag fünf Monate krank in einer Kreisstadt, sechshundert Werst von Petersburg entfernt. Darauf schleppte er sich – inzwischen mittellos – in die nächstgelegene Gouvernementshauptstadt, gab dort Kindern begüterter Leute Privatunterricht und kam nach einem weiteren dreiviertel Jahr endlich in Petersburg an. Nach erneuter Hauslehreranstellung, Arbeit in einem Kaufmannskontor bis zum Bankrott, Buchhalter in einer Aktiengesellschaft, Korrektor bei einer Zeitschrift sowie Arbeit als Übersetzer und Literat erkannte Molotow, als Beamter müsste das Überleben am ehesten möglich sein. Innerhalb von knapp acht Jahren hatte er sich dann – als Träger der verhassten Beamtenuniform – zum Archivar bei einer Behörde hochgedient, über fünfzehntausend Rubel zusammengespart und sich sukzessive eine kleine Wohnung mit Sammlerstücken behaglich eingerichtet.

## Inhalt
Der selbstbewusste Molotow freit die etwa 20-jährige sehr hübsche, ernsthafte Nadeshda Ignatjewna – Nadja genannt – älteste Tochter  des Petersburger Beamten Ignat Wassiljewitsch Dorogow und dessen um die 40-jähriger Gattin, der Kleinbürgerin Anna Andrejewna Dorogowa. In der Familie Dorogow seit seinen frühen Petersburger Jahren zwanglos wie ein Verwandter ein- und ausgehend, hatte Molotow während seiner Studienjahre Nadja Privatunterricht gegeben.
Die Beamtentochter Nadja hat zum Missvergnügen der leidgeprüften Eltern bereits mehreren Freiern – sämtlich ziemlich gute Partien – einen Korb gegeben. Ignat Dorogow hat nun dem General Podtjashin – einem unsympathischen Herrn mit „verräuchertem Antlitz“, etliche Jahre älter als Molotow – die heiratsunwillige Tochter Nadja schriftlich versprochen. Nadja wurden drei Tage Bedenkzeit gegeben. Das entsetzte Mädchen holt sich bei Molotow Rat. Der Archivar gesteht dem jungen Mädchen seine Liebe. Ihr Vater ist strikt gegen die Verbindung und hält eine Heirat der beiden für existenzbedrohend. Ein Brief des ehemals glücklichen Bräutigams, des Generals Podtjashin, an Dorogows Vorgesetzten dürfte reichen und der Beamte Dorogow stände über Nacht ohne Anstellung da.
Der Maler Michail Michailytsch Tscherewarin, mit der Familie Dorogow verwandt und ein alter Kommilitone Molotows, rät zum sturen Aussitzen des Problems. Molotow hält das nicht aus, dringt keck zum General Podtjashin vor und fordert den Bräutigam zum Verzicht der Braut Nadja auf. Den vielbeschäftigten General stört es nicht, er möchte lediglich irgendein ansehnliches junges Mädchen ehelichen und mit ihr Kinderchen zeugen. Ein akzeptabler Braut-Ersatz wird gefunden. Molotow setzt sich bei dem künftigen Schwiegervater Ignat Dorogow durch. Nadjas Mutter, die den Vater in zweiundzwanzig Ehejahren zielstrebig nach ihren Prämissen „umerzogen“ hat, schlägt sich auf die Seite des glücklichen Paares.

## Deutschsprachige Ausgaben
Verwendete Ausgabe
- Molotow, S. 115–302 in Nikolai Pomjalowski: Kleinbürgerglück. Molotow. Deutsch von Wilhelm Plackmeyer. 310 Seiten. Aufbau-Verlag, Berlin 1981 (1. Aufl.)